# Conjecture de Brumer-Stark
La conjecture de Brumer-Stark est une conjecture en théorie algébrique des nombres donnant une généralisation à la fois de la formule analytique des nombres de classe pour les fonctions zêta de Dedekind et aussi du théorème de Stickelberger sur la factorisation des sommes de Gauss. Elle porte les noms d'Armand Brumer et Harold Stark.
Elle apparaît comme un cas particulier (abélien et du premier ordre) de la conjecture de Stark (en), lorsque la place qui se scinde dans l'extension est finie. Il y a très peu de cas où la conjecture est connue comme vraie. Son importance découle, par exemple, de sa connexion avec le douzième problème de Hilbert.

## Énoncé de la conjecture
Soit K/k une extension abélienne de corps globaux, et soit S un ensemble de places de k contenant les places archimédiennes et les idéaux premiers qui se ramifient dans K/k. La fonction L d'Artin équivariante S-imprimitive θ(s) est obtenue à partir de la fonction L d'Artin équivariante (en) usuelle en supprimant les facteurs d'Euler correspondant aux nombres premiers dans S des fonctions L d'Artin à partir desquelles la fonction équivariante est construite. C'est une fonction sur les nombres complexes prenant ses valeurs dans l'anneau complexe de groupe C[G], où G est le groupe de Galois de K/k. Elle est analytique sur l'ensemble du plan, à l'exception d'un seul pôle simple en s = 1.
Soit μK le groupe des racines de l'unité dans K. Le groupe G agit sur μK ; soit A l'annulateur de μK en tant que Z[G]-module. Un théorème important, d'abord prouvé par C. L. Siegel et plus tard indépendamment par Takuro Shintani (de), stipule que θ(0) est en fait dans Q[G]. Un théorème plus profond, prouvé indépendamment par Pierre Deligne et Ken Ribet, Daniel Barsky (de) et Pierrette Cassou-Noguès, montre que Aθ(0) est dans Z[G]. En particulier, Wθ(0) est dans Z[G], où W est le cardinal de μK.
Le groupe des classes d'idéaux de K est un G-module. D'après la discussion ci-dessus, il est donc muni d'une action de Wθ(0). La conjecture de Brumer-Stark énonce ce qui suit :

Conjecture de Brumer-Stark. Pour tout idéal fractionnaire non nul {\displaystyle {\mathfrak {a}}} de K, il existe une « anti-unité » ε telle que :
1. {\displaystyle {\mathfrak {a}}^{W\theta (0)}=(\varepsilon )} ;
2. l'extension {\displaystyle K\left(\varepsilon ^{\frac {1}{W}}\right)/k} est abélienne.

La première partie de cette conjecture est due à Armand Brumer, et Harold Stark a suggéré à l'origine que la deuxième condition pourrait être vraie aussi. La conjecture a été énoncée pour la première fois sous une forme publiée par John Tate.
Le terme « anti-unité » fait référence à la condition que |ε|ν doit être égal à 1 pour chaque place archimédienne ν.

## Avancées
On sait que la conjecture de Brumer-Stark est vraie dans les cas suivants :
- K/Q est abélienne (le sous-cas où K/Q est cyclotomique résulte du théorème de Stickelberger[1]) ;
- K/k est quadratique[2] ou biquadratique.

## Corps de fonctions
Une conjecture analogue dans le cas de corps de fonctions est connue, ayant été prouvée par John Tate et Pierre Deligne.